# Yōjirō Takahagi
Yōjirō Takahagi (髙萩 洋次郎 Takahagi Yōjirō?,  Iwaki, Fukushima, 2 de agosto de 1986) es un futbolista japonés. Juega de centrocampista y su equipo es el Tochigi S. C. de la J2 League de Japón.

## Trayectoria

### Clubes
| Club                           | País          | Año       |
| ------------------------------ | ------------- | --------- |
| Sanfrecce Hiroshima            | Japón         | 2003-2014 |
| Ehime FC (préstamo)            | Japón         | 2006      |
| Western Sydney Wanderers F. C. | Australia     | 2015      |
| F. C. Seoul                    | Corea del Sur | 2015-2016 |
| F. C. Tokyo                    | Japón         | 2017-2022 |
| Tochigi S. C. (préstamo)       | Japón         | 2022      |
| Tochigi S. C.                  | Japón         | 2023-     |

### Selección nacional
| Selección | País  | Año           |
| --------- | ----- | ------------- |
| Sub-17    | Japón | 2002          |
| Sub-20    | Japón | 2004          |
| Sub-23    | Japón | 2006          |
| Absoluta  | Japón | 2013-presente |

## Estadísticas

### Participaciones en Campeonatos Juveniles
| Copa                                | Sede                   | Resultado      | Partidos | Goles |
| ----------------------------------- | ---------------------- | -------------- | -------- | ----- |
| Campeonato Sub-17 de la AFC de 2002 | Emiratos Árabes Unidos | Fase de grupos | 3        | 0     |
| Campeonato Juvenil de la AFC 2004   | Malasia                | Tercer puesto  | 6        | 1     |

### Participaciones en Juegos Asiáticos
| Copa                     | Sede  | Resultado      | Partidos | Goles |
| ------------------------ | ----- | -------------- | -------- | ----- |
| Juegos Asiáticos de 2006 | Catar | Fase de grupos | 3        | 0     |

### Participaciones en Campeonato de Fútbol del Este de Asia
| Copa                                       | Sede          | Resultado | Partidos | Goles |
| ------------------------------------------ | ------------- | --------- | -------- | ----- |
| Campeonato de Fútbol del Este de Asia 2013 | Corea del Sur | Campeón   | 2        | 0     |

## Palmarés

### Títulos nacionales
| Título             | Club                | País          | Año  |
| ------------------ | ------------------- | ------------- | ---- |
| Supercopa de Japón | Sanfrecce Hiroshima | Japón         | 2008 |
| J2 League          | Sanfrecce Hiroshima | Japón         | 2008 |
| J1 League          | Sanfrecce Hiroshima | Japón         | 2012 |
| Supercopa de Japón | Sanfrecce Hiroshima | Japón         | 2013 |
| J1 League          | Sanfrecce Hiroshima | Japón         | 2013 |
| Korean FA Cup      | F. C. Seoul         | Corea del Sur | 2015 |
| K League Classic   | F. C. Seoul         | Corea del Sur | 2016 |
| Copa J. League     | F. C. Tokyo         | Japón         | 2020 |

### Títulos internacionales
| Título                                | Club (*)           | Sede | Año  |
| ------------------------------------- | ------------------ | ---- | ---- |
| Campeonato de Fútbol del Este de Asia | Selección de Japón | Seúl | 2013 |

(*) Incluyendo la selección

### Distinciones individuales
| Distinción                              | Año  |
| --------------------------------------- | ---- |
| Premio Nuevo Héroe de la Copa J. League | 2010 |
| J. League Best XI                       | 2012 |
| MVP de la Copa FA de Corea del Sur      | 2015 |